# Orissa Communist Party
Orissa Communist Party är ett politiskt parti i den indiska delstaten Odisha (Orissa). OCP bildades i början av 1990-talet som en utbrytning ur Communist Party of India (Marxist). När splittringen skedde försökte utbrytarna ta kontroll över CPI(M):s fackliga struktur i gruvområdena i norra Orissa. Detta ledde till en våldsam konflikt. Men OCP-arna kom själva från södra Orissa kunde inte övertyga gräsrötterna i norr, och de var tvungna att lämna gruvområdena. Idag för OCP en tynande tillvaro. Partiet har goda relationer med Kongresspartiet, vilket bl.a. resulterat i att de lyckats få ett kontor i delstatshuvudstaden Bhubaneswar.
Radhakanta Sethi, som var vald till Orissas delstatsförsamling för CPI(M), gick 1992 över till OCP efter en tid som politisk vilde.